# 卡拉亚克
卡拉亚克（法語：Carayac，法語發音：[kaʁajak]）是法国洛特省的一个市镇，属于菲雅克区。

## 地理
卡拉亚克（44°32'51"N, 1°55'24"E）面积6.87 平方千米，位于法国奧克西塔尼大區洛特省，该省份为法国西南部内陆省份，北起顺时针与科雷兹省、康塔爾省、阿韦龙省、塔恩-加龙省、洛特-加龍省和多尔多涅省接壤。
与卡拉亚克接壤的市镇（或旧市镇、城区）包括：圣皮埃尔图瓦拉克、贝迪埃、格雷阿卢、拉罗克图瓦拉克、蒙布兰。

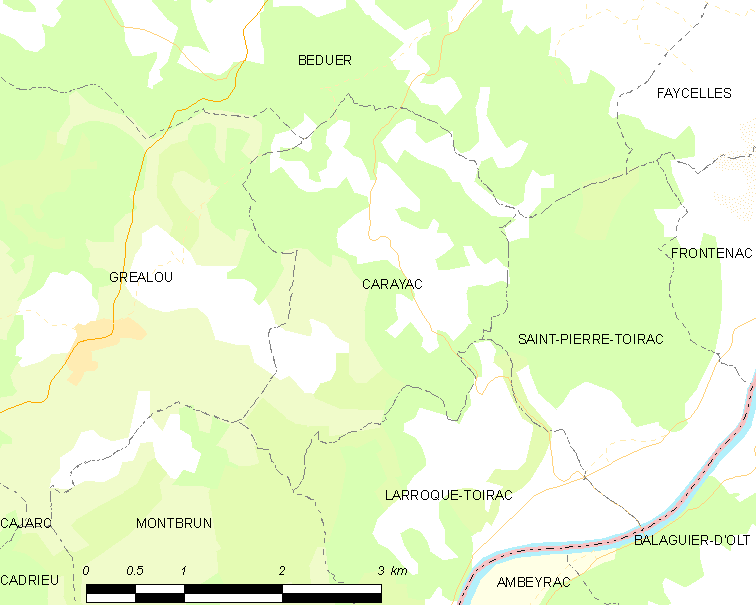
卡拉亚克的OSM定位图

卡拉亚克的时区为UTC+01:00、UTC+02:00（夏令时）。

## 行政
卡拉亚克的邮政编码为46160，INSEE市镇编码为46056。

## 政治
卡拉亚克所属的省级选区为科斯与谷地县。

## 人口

1962-2008年间卡拉亚克人口变化图示

卡拉亚克于2022年1月1日时的人口数量为107人。